# Лунглей
Лунглей (англ. Lunglei) — місто на сході Індії, центр однойменного району в штаті Мізорам. За даними 2001-го року населення складало 57 тисяч осіб (другий показник після столиці штату).

## Географія
Лунглей розташований у південній частині штату за 165 кілометрів від Аїджала на висоті близько 1200 метрів над рівнем моря.

### Клімат
Місто знаходиться у зоні, котра характеризується вологим субтропічним кліматом. Найтепліший місяць — травень із середньою температурою 27.8 °C (82.1 °F). Найхолодніший місяць — січень, із середньою температурою 19.7 °С (67.5 °F).
| Клімат Лунглея          | Клімат Лунглея | Клімат Лунглея | Клімат Лунглея | Клімат Лунглея | Клімат Лунглея | Клімат Лунглея | Клімат Лунглея | Клімат Лунглея | Клімат Лунглея | Клімат Лунглея | Клімат Лунглея | Клімат Лунглея | Клімат Лунглея |
| Показник                | Січ.           | Лют.           | Бер.           | Квіт.          | Трав.          | Черв.          | Лип.           | Серп.          | Вер.           | Жовт.          | Лист.          | Груд.          | Рік            |
| Середній максимум, °C   | 25,5           | 27,8           | 31,1           | 32,1           | 31,9           | 30,2           | 29,7           | 29,8           | 30,6           | 30,4           | 28,2           | 25,7           | 29,4           |
| Середня температура, °C | 19,7           | 21,6           | 25,3           | 27,4           | 27,8           | 27,2           | 27,1           | 27             | 27,6           | 26,8           | 24             | 20,7           | 25,2           |
| Середній мінімум, °C    | 13,9           | 15,4           | 19,5           | 22,7           | 23,8           | 24,3           | 24,5           | 24,2           | 24,5           | 23,3           | 19,8           | 15,8           | 21             |
| Норма опадів, мм        | 7.4            | 18.7           | 49.3           | 124.3          | 299.3          | 582.5          | 640.1          | 531.3          | 306.5          | 209.5          | 59             | 9.8            | 2837.6         |
| ----------------------- | -------------- | -------------- | -------------- | -------------- | -------------- | -------------- | -------------- | -------------- | -------------- | -------------- | -------------- | -------------- | -------------- |
| Джерело: Weatherbase    |                |                |                |                |                |                |                |                |                |                |                |                |                |